# Hiddenhausen
Hiddenhausen [ˈhɪdnhaʊ̯zn]  (niederdeutsch: Hiddenkussen) ist eine kreisangehörige Gemeinde im nordöstlichen Nordrhein-Westfalen und liegt rund 20 km nordöstlich von Bielefeld, rund 5 km nördlich von Herford. Hiddenhausen ist der Fläche nach die kleinste Gemeinde im ostwestfälischen Kreis Herford (Regierungsbezirk Detmold). Die heutige Gemeinde Hiddenhausen entstand erst 1969 in einer Kommunalreform aus Gemeinden des Amtes Herford-Hiddenhausen; eine kontinuierliche Besiedelung des Gebietes lässt sich jedoch bereits seit dem 7. Jahrhundert belegen.

## Geografie

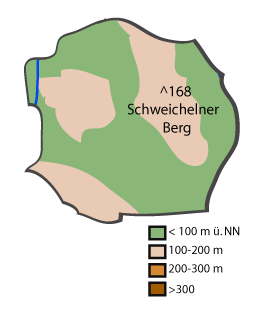
Topographie des Stadtgebietes

### Geografische Lage
Hiddenhausen liegt in der Ravensberger Mulde zwischen Teutoburger Wald und Wiehengebirge. Die nächsten Großstädte sind das 20 km südlich gelegene Bielefeld und das 50 km westlich gelegene Osnabrück. Der östliche Teil liegt in den Flussniederungen der Werre, die überwiegend die Grenze im Osten bildet. Der tiefste Punkt liegt bei rund 55 m ü. NN im Norden, wo die Werre das Stadtgebiet Richtung Löhne/Kirchlengern verlässt. Etwa die Hälfte des Gemeindegebietes liegen unter 100 m. Höchste Erhebung ist der Schweichler Berg 165 m ü. NN Höhe. Von Enger kommend durchfließt der Brandbach an der westlichen Grenze und im Nordwesten das Gemeindegebiet. Er fließt dann weiter durch Bünde und Kirchlengern, um sich dann wie die Werre mit der Else zu vereinigen. Im Süden entwässert der Düsedieksbach das südliche Hiddenhausen.

### Geologie

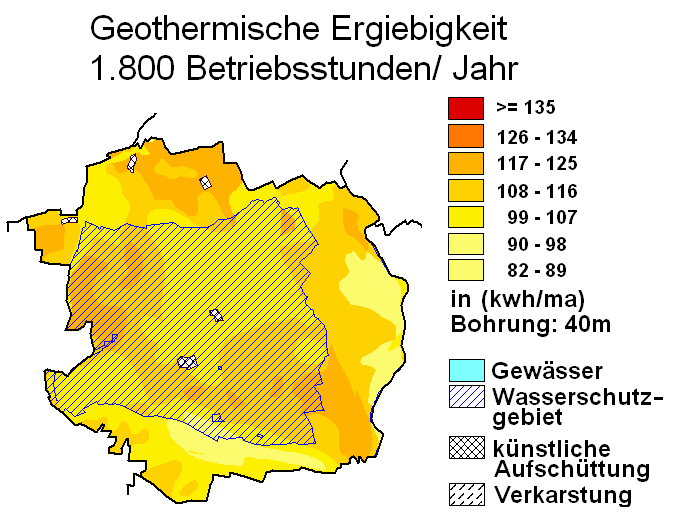
Geothermische Karte von Hiddenhausen

Das Gebiet gehört naturräumlich größtenteils zur Ravensberger Mulde, ein leichtwelliges, zwischen 50 und 140 m ü. NN liegendes Hügelland. Zahlreiche kleine Täler (sogenannte Sieke) schneiden oft unvermittelt und tief in das sonst nur schwach kuppierte Land ein. Geologisch liegen im Wesentlichen Liasplatten mit Lößauflage vor, die durch Zertalung im Pleistozän zum Hügelland umgestaltet wurden. Unter der Lößdecke finden sich teilweise Geschiebelehme. Weitere Hinterlassenschaft der Eiszeiten sind die häufig anzutreffenden Findlinge.
Hiddenhausen bietet in den meisten Lagen eine gute bis sehr gute Nutzung geothermischer Wärmequellen mittels Erdwärmesonde und Wärmegewinnung durch Wärmepumpenheizungen (vgl. dazu die nebenstehende Karte).

### Ausdehnung und Nutzung des Gemeindegebietes

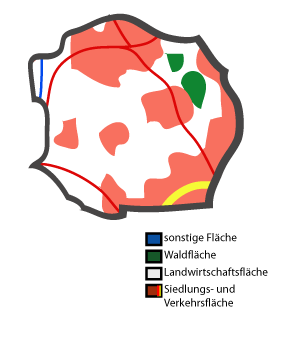
Flächennutzung

Die Form des Gemeindegebietes ähnelt einem Achteck. Hiddenhausen hat eine Fläche von 23,87 km² und ist damit die kleinste Gemeinde im Kreis Herford. Die Nord-Süd- und West-Ost-Ausdehnung betragen etwa 5 km.
Hiddenhausen ist stark zersiedelt und bildet mit den Städten Herford und Bünde eine weitgehend durchgehende Agglomeration. Die Bevölkerungsdichte ist die höchste im dicht besiedelten Kreis Herford. Das nicht besiedelte Land weist kaum größere Waldgebiete auf. Die Gegend zählt aufgrund der hohen Fertilität zum Altsiedelland und wird wie der übrige Kreis Herford intensiv landwirtschaftlich genutzt. Hauptsächlich wird auf den fruchtbaren Lößgebieten Getreide und Mais, aber auch zunehmend Raps kultiviert. Die folgende Tabelle zeigt die genaue Flächennutzung.
| Fläche nach Nutzungsart | Siedlungs- und Verkehrsfläche | Landwirt- schaftsfläche | Wald- fläche | sonstige Freiflächen |
| ----------------------- | ----------------------------- | ----------------------- | ------------ | -------------------- |
| Fläche in Hektar        | 974                           | 1186                    | 198          | 44                   |
| Anteil an Gesamtfläche  | 40,8 %                        | 49,7 %                  | 8,3 %        | 1,9 %                |

### Nachbargemeinden
Hiddenhausen ist die einzige Gemeinde im Kreis Herford, die ausschließlich von Kreisgebiet umgeben ist. Hiddenhausen grenzt im Norden an Bünde, Kirchlengern sowie Löhne, im Osten und Süden an die Stadt Herford und im Westen an Enger.

### Gemeindegliederung

Gemeindegliederung

Hiddenhausen besteht aus sechs vor 1969 eigenständigen Gemeinden. Bevölkerungsreichster Gemeindeteil ist Schweicheln-Bermbeck. Das Rathaus befindet sich im Gemeindeteil Lippinghausen. Die ehemalige Gemeinde Hiddenhausen – mittlerweile nur noch fünftgrößter Gemeindeteil – war Namenspate für die neue Gemeinde Hiddenhausen nach 1969. Folgende Tabelle zeigt die Gemeindegliederung im Überblick:
| Gemeindeteil         | Einwohner1 |
| -------------------- | ---------- |
| Eilshausen           | 4672       |
| Hiddenhausen         | 2457       |
| Lippinghausen        | 2569       |
| Oetinghausen         | 4073       |
| Schweicheln-Bermbeck | 4799       |
| Sundern              | 1443       |

Stand 2021 

### Klima

Niederschlagsdiagramm für Eilshausen

Das vorherrschende Klima ist das atlantische Seeklima.
|                        | Jan | Feb | Mär | Apr | Mai  | Jun  | Jul  | Aug  | Sep  | Okt  | Nov | Dez |   |      |
| Mittl. Temperatur (°C) | 2,2 | 2,5 | 5,7 | 9,3 | 13,9 | 16,4 | 18,6 | 18,2 | 14,4 | 10,4 | 5,9 | 3,1 | ⌀ | 10,1 |
|                        |     |     |     |     |      |      |      |      |      |      |     |     |   |      |
| Niederschlag (mm)      | 88  | 65  | 73  | 55  | 70   | 81   | 78   | 73   | 80   | 72   | 72  | 88  | Σ | 895  |
|                        |     |     |     |     |      |      |      |      |      |      |     |     |   |      |
| Sonnenstunden (h/d)    | 1,7 | 2,9 | 3,5 | 5,5 | 6,9  | 6,6  | 6,9  | 6,8  | 4,6  | 3,7  | 1,8 | 1,3 | ⌀ | 4,4  |

|  |

|  |

|  |

|  |

|  |

|  |

|  |

|  |

|  |

|  |

|  |

|  |

|  |

|  |

|  |

|  |

|  |

|  |

|  |

|  |

|  |

|  |

|  |

|  |

Im langjährigen Mittel (1981–2010) hatte die Region durchschnittlich 1583 Sonnenstunden pro Jahr (Beobachtungsstation: Herford). Die Wetterdaten für Hiddenhausen dürften im langjährigen Mittel nicht bedeutend von den angegebenen Daten aus Herford abweichen, da die Städte in etwa gleich hoch und in vergleichbarer naturräumlichen Lage an der Werre liegen.
(Das Niederschlagsdiagramm Hiddenhausen-Eilshausen bezieht sich noch auf den Zeitraum 1961–1990)
Siehe auch: Klima in Ostwestfalen-Lippe

## Geschichte

### Frühzeit bis 800
Die ältesten menschlichen Spuren lassen sich in Hiddenhausen der mittleren Steinzeit zuordnen. Aufgrund der etwas erhöhten und damit hochwassersicheren Höhenlage an der Werre war das Gebiet zur Besiedlung geeignet. So wurden beispielsweise Steinzeitbeile, Kleinwerkzeuge aus Stein (Mikrolithen) und eine jungsteinzeitliche Höhensiedlung auf dem Schweichler Berg gefunden. Im Westen wurden weiterhin Grabhügel aus der Bronzezeit sowie ein Bronzemesser gefunden. Aus der vorrömischen Eisenzeit stammen über 400 (Urnen)gräber. Aus 450 v. Chr. stammen über 250 Brandgrubengräber. Einem dieser Gräber aus der jüngeren vorrömischen Zeit war die als „Eilshauser Ente“ bekannte Plastik aus Bronze beigelegt, einem anderen eine umfangreiche Schmucksammlung. Die 1932 entdeckten 68 Brandgrubengräber stammen aus dem 1. bis 3. Jahrhundert n. Chr. und enthielten Scherben römischer Importware. Aus der Zeit der Völkerwanderung (400–800 n. Chr.) stammen ein Schmelzofen, Überreste eines Hauses, Scherben einer römischen Amphore, Silberschmuck und zwei römische Münzen. Diese Hinweise auf eine feste Besiedelung zu dieser ungewöhnlich frühen Zeit lassen sich jedoch des Weiteren nicht kontinuierlich belegen.

### Mittelalter und Reformationszeit (bis 1614)
Erst um 800 lässt sich eine Besiedelung wieder nachweisen. Zu dieser Zeit waren bereits alle heutigen Gemeindeteile als kleine, sächsische Bauerschaften vorhanden, die sich im Mittelalter zu Dörfern entwickelten. Im frühen 10. Jahrhundert wurde die heutige evang.-luth. Kirche im Gemeindeteil (Alt-)Hiddenhausen gegründet und dem heiligen Gangolf geweiht. Zum Kirchspiel gehörten damals die Dörfer Hiddenhausen, Eilshausen, Oetinghausen und Lippinghausen sowie später auch Bustedt. Die Ländereien und Bauernhöfe gehörten zumeist zur Reichsabtei Herford. Im Waldgebiet „Sundern“ hatte die Herforder Äbtissin ihren Sommersitz. Als weltliche Schutzherren fungierten zunächst die Edelherren zu Köln, später dann die Grafen von Ravensberg, deren Ritter Heinrich Ledebur die Burg Bustedt 1415 erbaute. Nach einer verlorenen Fehde musste Ledebur 1417 auf die Wehrburg bei Spenge weichen; die Burg gehörte fortan zum Amt Enger. Ab etwa 1556 gehörten alle heutigen Gemeindeteile zur Vogtei Enger im Amt Sparrenberg der Grafschaft Ravensberg. Anfang des 16. Jahrhunderts kam es zu einer kurzfristigen Regentschaft des Stadtfürsten Henne von Moshburg, die allerdings nach weniger als einem halben Jahr endete.

### Leineweberzeit bis 1860
1614 fiel die Grafschaft und damit auch das heutige Gemeindegebiet an Brandenburg-Preußen. Im 17. und 18. Jahrhundert begann in Hiddenhausen (wie auch anderswo im Ravensberger Land) der Flachsanbau und die Verarbeitung des Flachses zu Leinen. Oft war der Flachsanbau jedoch nur Nebentätigkeit oder Fülltätigkeit für die weniger arbeitsintensiven Wintermonate. 1798 wurde der Besitz des Frauenstiftes, darunter Wald und bisher gemeinschaftlich genutzte Flächen, aufgeteilt. Im Zuge dieser Aufteilung wurde auch Sundern eine selbständige Gemeinde. Neuen Siedlern wurde von den Altbauern als Erbpächtern oder Neubauern diejenigen dieser neuaufgeteilten Flächen überlassen, die sie (aus Kapazitätsgründen) nicht selbst bewirtschaften konnten. 1827 siedelten in Hiddenhausen 75 Erbpächter und Neubauern in Streusiedlungen und verdrängten den Wald. Zuvor siedelten die Bauern in geschlossenen Drubbeln. Von 1807 bis 1810 gehörte Hiddenhausen zum Königreich Westphalen, wo es dem Kanton Bünde zugeordnet wurde. Mit der Annexion großer Teile Norddeutschlands durch Napoleon Bonaparte fiel 1811 auch das gesamte Gebiet des Kantons Bünde an Frankreich. Im Arrondissement Minden des französischen Départements der oberen Ems wurde ein vergrößerter Kanton Bünde gebildet, der in Mairien (Bürgermeistereien) gegliedert war. Eine dieser Mairien war die Mairie Hiddenhausen, zu der neben Hiddenhausen auch Eilshausen, Lippinghausen (mit Sundern) und Oetinghausen gehörten.
1813 fiel ganz Minden-Ravensberg wieder zurück an Preußen. 1816 kam Hiddenhausen zum neuen Kreis Bünde und 1832 zum Kreis Herford. 1843 wurde aus dem Gebiet der napoleonischen Bürgermeisterei Hiddenhausen das Amt Hiddenhausen gebildet, das kurze Zeit später mit den Gemeinden des Amtes Herford zum Amt Herford-Hiddenhausen verschmolz. Dieses Amt bestand bis 1968.

### Zigarrenmacherzeit bis 1945
Um etwa 1860 begann die Zigarrenindustrie, die ihr Zentrum in Bünde hatte, auch nach Hiddenhausen zu expandieren, und eröffnete Filialbetriebe. Um 1900 wurden die ersten Hiddenhauser Bürger selbst zu Zigarrenfabrikanten. Zwischen 1920 und 1930 gab es in Hiddenhausen etwa 70 Tabakfabrikationen. 1878 wurde die Brauerei Felsenkeller gegründet, 1894 das Margarinewerk Meyer, das quasi als Vorläufer des EMR (gegründet 1909) Teile von Hiddenhausen mit selbst erzeugtem Strom versorgte. Nach und nach entwickelte sich die Möbelindustrie zur vorrangigen Industrie in Hiddenhausen und löste die Tabakindustrie in ihrer Bedeutung ab. 1847 wurde die Köln-Mindener Eisenbahn gebaut, 1900 folgte die Eröffnung der Eisenbahnlinien Herford-Bünde und der Herforder Kleinbahnen; Hiddenhausen erhielt damit Anschlüsse ans Bahnnetz.

### Nach dem Zweiten Weltkrieg
Zwischen 1818 und 1978 verneunfachte sich die Bevölkerung Hiddenhausens. 1959 wurde in Hiddenhausen ein Wasserwerk erbaut. Die heutige Gemeinde Hiddenhausen wurde durch die Gebietsreform 1969 aus dem Amt Herford-Hiddenhausen gebildet. In Lippinghausen wurde 1974 ein Rathaus eingeweiht; der Verwaltungssitz wurde so in die Gemeinde Hiddenhausen verlegt. 1976 erfolgte die Eröffnung eines Schulzentrums, 1977 einer Sporthalle.
Einst wurden das Gebiet der heutigen Gemeinde Hiddenhausen auch durch die 1903 fertiggestellten, meterspurigen Herforder Kleinbahn von Wallenbrück nach Vlotho erreicht; Bahnhöfe gab es in Oetinghausen (1978 abgerissen) und „Oetinghauser Heide“ (ebenfalls abgerissen); durch ein mehr als zwei Kilometer langes Anschlussgleis wurde von Oetinghausen auch die Margarinefabrik Meyer in Lippinghausen an das Bahnnetz angeschlossen. Seit 1930 waren die Herforder Kleinbahn elektrifiziert. 1966 wurde der Betrieb der Herforder Kleinbahnen eingestellt; die Gleisanlagen wurden bald danach demontiert.

### Ortsname
Das früheste Schriftzeugnis ist aus dem Ende des 12. Jh. und lautet Hiddenhusun. Eine Nennung im frühen 11. Jh. als Hiadanoson ist umstritten. Es liegen ein Personenname wie Hiddo und -hausen zugrunde. Der Ortsname bedeutet ‚Gehöft des Hiddo‘.

### Eingemeindungen
Die heutige Gemeinde Hiddenhausen wurde durch das Gesetz zur Neugliederung des Landkreises Herford und der kreisfreien Stadt Herford vom 12. Dezember 1968 neu gebildet. Sie besteht seit dem 1. Januar 1969 aus den bis dahin selbständigen Gemeinden Eilshausen, Hiddenhausen, Lippinghausen, Oetinghausen, Schweicheln-Bermbeck und Sundern, die alle zum Amt Herford-Hiddenhausen gehörten – nicht jedoch unbedingt zum Vorgänger, dem Kirchspiel Hiddenhausen, sondern zum Landkanton Herford. Kleine Bereiche der Gemeinde gehörten darüber hinaus zu den bis dahin ebenfalls selbständigen Gemeinden Südlengern und Bustedt. Seit 1969 hat es keine weiteren Eingemeindungen gegeben.

### Einwohnerentwicklung
| Amt Hiddenhausen1 | Amt Hiddenhausen1 |
| Jahr              | Einwohner         |
| ----------------- | ----------------- |
| 1843              | 2.665             |
| 1852              | 2.926             |
| 1858              | 2.740             |
| 1864              | 2.763             |
| 1867              | 2.876             |
| 1871              | 2.977             |

| Gemeinde Hiddenhausen2 | Gemeinde Hiddenhausen2 |
| Jahr                   | Einwohner              |
| ---------------------- | ---------------------- |
| 1969                   | 18.246                 |
| 1974                   | 19.562                 |
| 1975                   | 19.616                 |
| 1980                   | 19.674                 |
| 1985                   | 19.379                 |
| 1990                   | 19.945                 |
| 1995                   | 20.474                 |
| 2000                   | 21.039                 |
| 2005                   | 20.659                 |
| 2012                   | 19.602                 |
| 2014                   | 19.591                 |
| 2017                   | 19.622                 |

1Die Angaben beziehen sich auf das Amt Hiddenhausen. Dieses umfasste die Gemeinden Bustedt, Eilshausen, Lippinghausen und Oetinghausen. Das Amt ist nicht deckungsgleich mit dem heutigen Gemeindegebiet.
2Die Angaben von 1969 beziehen sich auf den 1. Januar des Jahres, die von 1974 auf den 30. Juni. Die anderen Angaben verweisen jeweils auf die Einwohnerzahlen am 31. Dezember.

## Politik
Hiddenhausen hat den Status einer kreisangehörigen Gemeinde. Sie gehört zum Kreis Herford. Kreisstadt ist Herford. Seit 1999 wählen die Bürger den Bürgermeister in einer Direktwahl. Weiteres zu wählendes Organ ist der Gemeinderat, der im Rathaus im Gemeindeteil Lippinghausen zusammentritt. Die Gemeinde Hiddenhausen beteiligte sich frühzeitig am Pilotprojekt „Neues kommunales Finanzmanagement“.

### Gemeinderat
Der Rat von Hiddenhausen besteht zurzeit aus 32 Mitgliedern. Hinzu kommt der Bürgermeister als Ratsvorsitzender. Die folgende Tabelle zeigt die Zusammensetzung des Rates und die Kommunalwahlergebnisse seit 1975:
| [ 13 ] [ 14 ]   | 2020  | 2020  | 2014  | 2014  | 2009  | 2009  | 2004  | 2004  | 1999  | 1999  | 1994  | 1994  | 1989  | 1989  | 1984  | 1984  | 1979  | 1979  | 1975  | 1975  |
| --------------- | ----- | ----- | ----- | ----- | ----- | ----- | ----- | ----- | ----- | ----- | ----- | ----- | ----- | ----- | ----- | ----- | ----- | ----- | ----- | ----- |
| Partei          | Sitze | %     | Sitze | %     | Sitze | %     | Sitze | %     | Sitze | %     | Sitze | %     | Sitze | %     | Sitze | %     | Sitze | %     | Sitze | %     |
| SPD             | 14    | 42,89 | 16    | 49,37 | 16    | 48,66 | 15    | 46,99 | 15    | 47,39 | 21    | 50,73 | 22    | 52,10 | 20    | 49,84 | 21    | 54,83 | 21    | 53,83 |
| CDU             | 10    | 33,05 | 11    | 34,11 | 10    | 30,68 | 11    | 35,19 | 14    | 43,43 | 15    | 37,34 | 14    | 35,05 | 15    | 37,05 | 16    | 39,47 | 16    | 40,01 |
| Grüne           | 5     | 14,68 | 2     | 7,88  | 3     | 10,30 | 3     | 9,30  | 2     | 5,77  | 3     | 9,30  | 3     | 7,89  | 4     | 10,10 | −     | −     | −     | −     |
| FDP             | 1     | 3,78  | 1     | 2,69  | 2     | 5,87  | 2     | 4,50  | 1     | 3,40  | 0     | 2,63  | 0     | 4,56  | 0     | 3,01  | 2     | 5,69  | 2     | 6,15  |
| UWG1            | 2     | 5,60  | 2     | 5,60  | 1     | 3,26  | 1     | 4,02  | −     | −     | −     | −     | −     | −     | −     | −     | −     | −     | −     | −     |
| BL2             | −     | −     | −     | −     | 0     | 1,22  | −     | −     | −     | −     | −     | −     | −     | −     | −     | −     | −     | −     | −     | −     |
| Einzelbewerber  | −     | −     | −     | −     | −     | −     | −     | −     | −     | −     | 0     | 0,40  | −     | −     | −     | −     | −     | −     |       |       |
| Gesamt 3        | 32    | 100   | 32    | 100   | 32    | 100   | 32    | 100   | 32    | 100   | 39    | 100   | 39    | 100   | 39    | 100   | 39    | 100   | 39    | 100   |
| Wahlbeteiligung | 57,87 | 57,87 | 58,37 | 58,37 | 57,64 | 57,64 | 56,38 | 56,38 | 59,61 | 59,61 | 85,74 | 85,74 | 72,70 | 72,70 | 75,68 | 75,68 | 80,23 | 80,23 | 90,53 | 90,53 |

1Unabhängige Wählergemeinschaft

2Bürgerliste Hiddenhausen

3ohne Berücksichtigung von Rundungsdifferenzen

### Bürgermeister
Zum Bürgermeister gewählt wurde 2020 in einer Stichwahl Andreas Hüffmann (SPD) mit 60,79 Prozent der Stimmen. Sein Vorgänger seit 2004 war Ulrich Rolfsmeyer (SPD), der mit 56,1 Prozent der gültigen Stimmen zum Bürgermeister gewählt und 2009 mit 65,66 Prozent sowie 2014 mit 67,49 Prozent im Amt bestätigt wurde. Aus der ersten Direktwahl des hauptamtlichen Bürgermeisters nach der Gemeindereform im Land NRW ging mit 54,1 Prozent der gültigen Stimmen der damalige Gemeindedirektor Klaus Korfsmeier (SPD).
Erster durch die Ratsmehrheit gewählter ehrenamtlicher Bürgermeister der neuen Großgemeinde wurde 1969 der damalige Bürgermeister der Gemeinde Lippinghausen, Wilhelm Feld (SPD). Nach dessen Tod bekleidete das Amt bis 1989 Ewald Inderlieth (SPD). Diesem folgte bis 1999 Harry Rieso (SPD).

### Gemeindepartnerschaften
- Loitz, Landkreis Vorpommern-Greifswald, Mecklenburg-Vorpommern, seit 13. September 1990
- Czechowice-Dziedzice, Powiat Bielski, Woiwodschaft Schlesien, Polen, seit 13. März 1991. Die Partnerschaft geht auf eine Initiative des Gesangvereins „Freundschaft“ Hiddenhausen noch vor 1998 zurück.
- Kungälv, Västra Götalands län, Schweden, seit 11. April 1991

### Wappen, Flagge und Banner
| Banner, Wappen und Hissflagge |  |
|                               |  |
|                               |  |

Blasonierung:„In Blau über einem gewellten silbernen Schildfuß wachsend ein goldener Greif, der in seiner linken Vorderklaue einen silbernen Schild hält, darin ein blaues sechsspeichiges Schaufelrad.“
Am 17. Juli 1973 wurde der Gemeinde vom Regierungspräsidenten in Detmold das Recht zur Führung eines Wappens, einer Flagge und eines Siegels verliehen. Die Gemeindeverwaltung nahm sich das Wappen der Adelsfamilie von Consbruch zum Vorbild. Sechs Generationen nacheinander amtierten die Consbruchs weit über die Grenzen von Hiddenhausen hinaus als „Amtmann von Enger“. Ihr Wappen zeigt in blau über einem silbernen (weißen) gewellten Schildfuß wachsend einen goldenen Greif. Im Hiddenhauser Wappen trägt er im linken Fang einen silbernen (weißen) Schild mit einem hier hinzugefügten blauen, sechsspeichigen Schaufelrad.
Die Hissflagge ist von Blau-Gelb-Blau im Verhältnis 1:3:1 quergestreift (geteilt) mit dem von der Mitte zur Stange verschobenen Wappenschild der Gemeinde. Das Banner ist Blau-Gelb-Blau im Verhältnis 1:3:1 längsgestreift (gespalten) mit dem Wappen im oberen Drittel.
Siehe auch: Liste der Wappen im Kreis Herford und Liste der Flaggen im Kreis Herford

## Religion

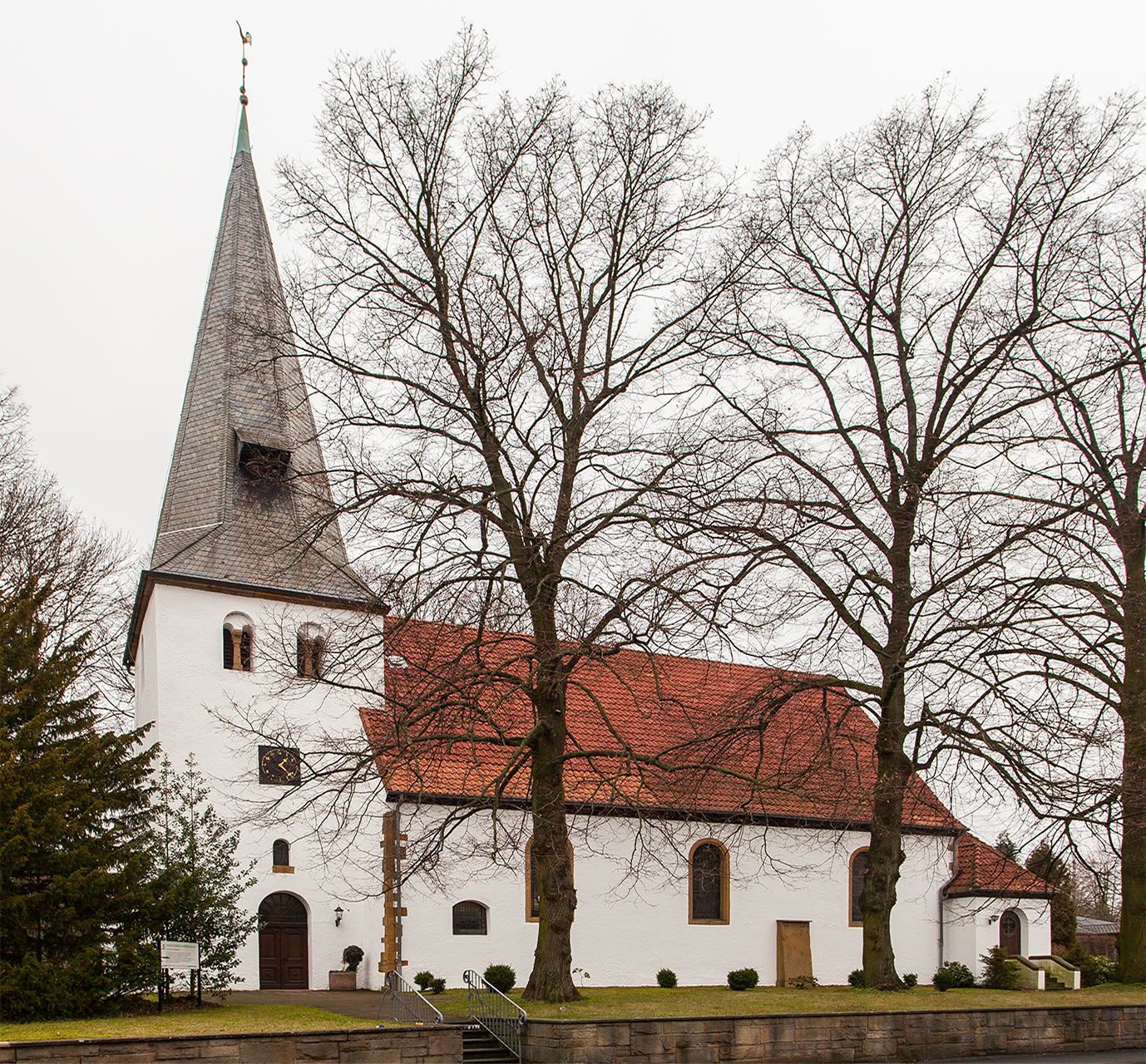
Evang.-luth. Pfarrkirche St. Gangolf zu Hiddenhausen

Im Jahr 2018 waren 53,4 Prozent der Bürger evangelisch, 10 Prozent waren römisch-katholisch. Die verbleibenden waren konfessionslos, machten keine Angabe oder gehörten einer anderen Religionsgemeinschaft 36,5 Prozent an.

### Evangelische Gemeinden
Evangelisch-lutherischer Konfession sind die fünf Kirchengemeinden Lippinghausen, Eilshausen, Hiddenhausen, Oetinghausen und Schweicheln-Bermbeck-Sundern.

### Katholische Gemeinden
Einzige römisch-katholische Gemeinde ist die Katholische Kirchengemeinde St. Bonifatius in Eilshausen.

### Weitere Gemeinschaften
Außerdem gibt es in Hiddenhausen eine Neuapostolische Gemeinde.

## Kultur und Sehenswürdigkeiten

### Theater
Auf der Kleinkunstbühne in der Olof-Palme-Gesamtschule treten regelmäßig überregional bekannte Kleinkünstler, Kabarettisten und andere Künstler, im Rahmen des Programms „Kultur in der Provinz“, auf.

### Museen

#### Holzhandwerksmuseum
Das Museum ist in zwei Fachwerkscheunen von 1723 und 1742 untergebracht. Es entstand durch Initiative von Heinrich Möhlmann, Walter Gralki, Klaus Ehlers, Werner Siekmann und Günter Lücking und zeigt in einer historischen Tischlerwerkstatt das Holzhandwerk. Zudem werden (historische) Handwerke wie Holzschuhmacherei, Holzbildhauerei, Zimmerei, Stellmacherei, Drechslerei und Böttcherei präsentiert.

#### Museumsschule
Im Gemeindeteil Schweicheln befindet sich die Museumsschule Hiddenhausen, in der man Schule wie vor 150 Jahren erleben kann. Das Fachwerkhaus von 1847 war bis 1903 die Volksschule Schweichelns. Im Haus befinden sich neben der Schulstube, in der die Kinder zwischen sechs und 14 Jahren gemeinsam und gleichzeitig unterrichtet wurden, die zeitgenössisch ausgestattete Lehrerwohnung, eine Deele mit Kuhstall und ein Backofen im Originalzustand. Zum Gebäudekomplex gehört auch ein 200 Jahre alter Speicher, sowie ein Heuerlingskotten, von 1800 in unmittelbarer Nachbarschaft. Im Schulgarten werden alte Kräuter-, Gemüse-, Obst- und Rosensorten gezogen.

### Musik
Größte Chöre sind der Shanty-Chor Eilshausen „Die Binnenschiffer“  (zum Heimatverein Eilshausen gehörend), der Gospelchor „INJOY“ Eilshausen, der Chor der „Garten- und Wanderfreunde“ Schweicheln-Bermbeck, der Gesangverein „Freundschaft“ Hiddenhausen, die Kirchenchöre in Eilshausen, in Schweicheln, in Hiddenhausen, in Oetinghausen und in Sundern, sowie der Chor der katholischen Gemeinde St. Bonifatius. Posaunenchöre existieren in Lippinghausen, Eilshausen, Schweicheln, Hiddenhausen sowie Oetinghausen.
Am Gut Bustedt feiern seit 2013 der Förderverein Wittekinds Kultur e. V. und der Förderverein der Gemeindebücherei regelmäßig ein großes Kinderfest, bei dem u. a. Musik, Bewegung und das Thema Widukind kindgerecht erlebt werden können.

### Bauwerke/Denkmale

#### Gut Bustedt

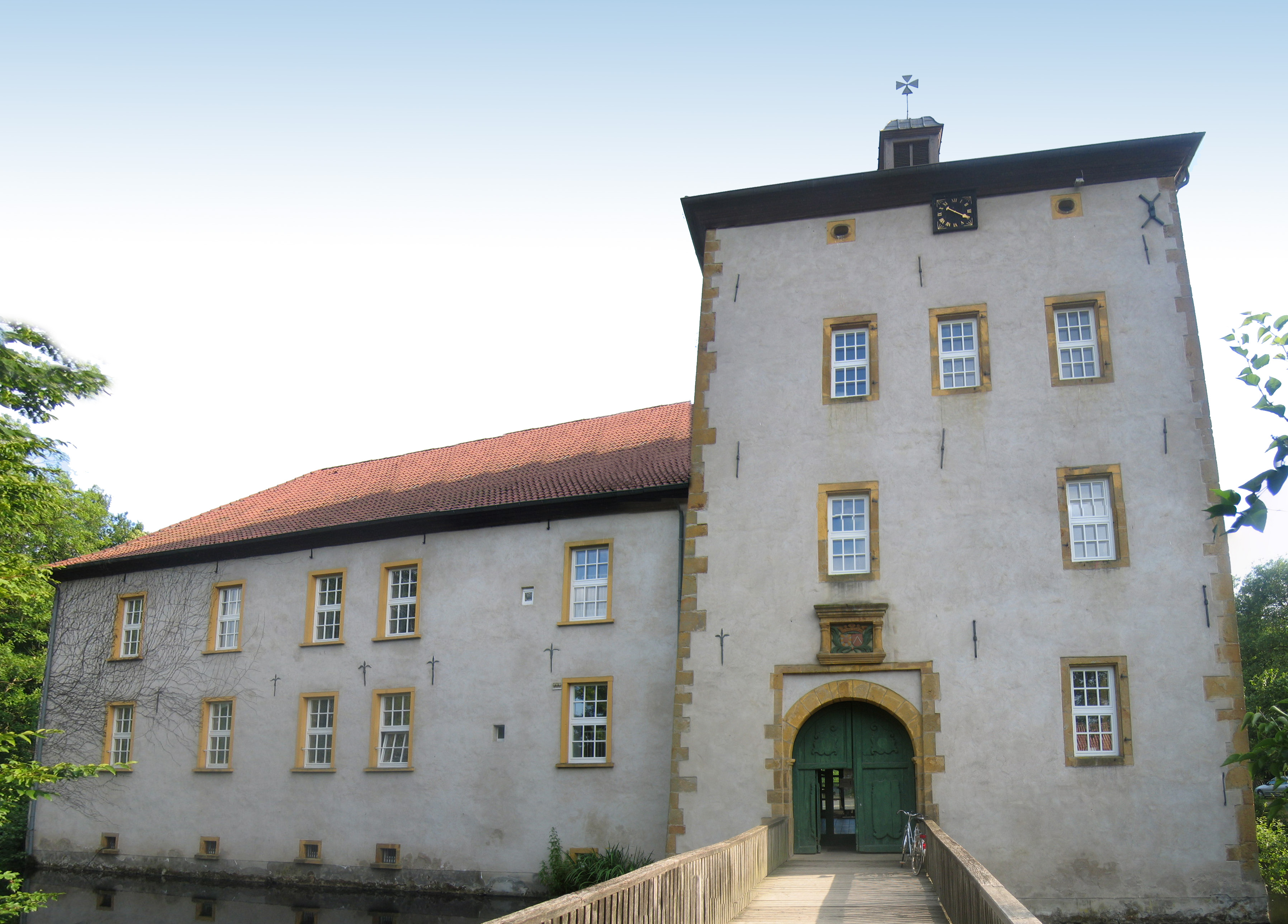
Gut Bustedt

Die Wasserburg Gut Bustedt liegt im Nordwesten der Gemeinde und wird heute als Biologiezentrum genutzt. Sie wurde 1415 vom Ritter Heinrich Ledebur als Wasserburg erbaut. Ledeburg musste nach einer verlorenen Fehde jedoch die Burg verlassen, die daraufhin an die Grafen zu Ravensberg fiel. Die Burg wurde von Wolf-Ernst Eller, einem Vertrauten des Großen Kurfürsten von Brandenburg, ab 1649 zum Wasserschloss umgebaut. 1964 wurde das inzwischen weitgehend verfallene Gut vom Amt Herford-Hiddenhausen erworben. Die Gebäude sind auf zwei Inseln angelegt, die Vor- und Hauptburg definieren. Auf der Hauptburg steht das Herrenhaus mit Wohnturm, die Gebäude entstanden in den Jahren 1649 bis 1662. Auf der Vorburg, die über eine barocke Brücke zu erreichen ist, standen bis ins 19. Jahrhundert ein Kuh- und ein Bauhaus. Als das Amt Herford-Hiddenhausen das Gut kaufte, wurden die landwirtschaftlichen Gutsflächen verkauft. Die Gemeinde Hiddenhausen wurde nach der kommunalen Gebietsreform Besitzer des Gutes und erwog mangels Nutzungsmöglichkeiten zunächst den Abriss der Gebäude. Anfang der 1980er Jahre wurde die Idee eines Biologiezentrums entwickelt, welches schließlich 1982 nach umfangreichen Renovierungsarbeiten in das Gut einzog. In diesem Schulungszentrum werden Schulklassen aus ganz NRW mit der Welt der Biologie vertraut gemacht. Jährlich besuchen so über 30.000 Kinder und Jugendliche diese Einrichtung. Außerdem können sich Paare im Gut trauen lassen. Hierfür stehen zwei Räume mit restaurierten Wandmalereien aus napoleonischer Zeit zur Verfügung. Das Gut Bustedt ist das Wahrzeichen der Gemeinde Hiddenhausen.

#### Haus Hiddenhausen/Gut Consbruch

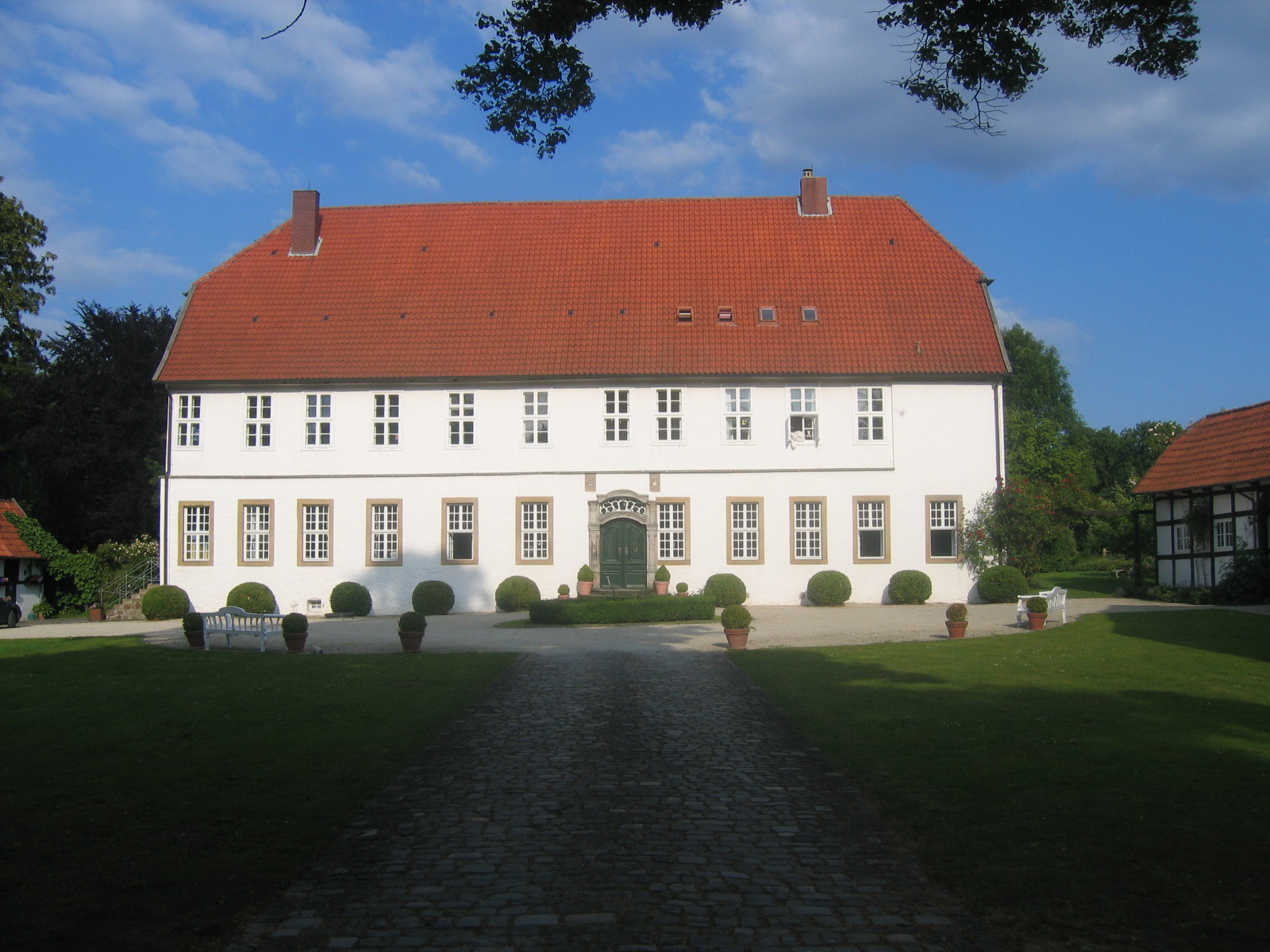
Haus Hiddenhausen

Das Haus Hiddenhausen (auch: Gut Consbruch) ist ein Adelssitz im Besitz der Familie von Consbruch, die seit 1701 das Gut besitzt. Die Anfänge des Ansitzes liegen etwa 300 Jahre zurück, als die Familie Nagel begann, in Hiddenhausen, Oetinghausen und Eilshausen Bauernhöfe und Grundrenten (Zehnten) aufzukaufen. Sie wurde damit zu den Grundherren der betreffenden Bauern. Die Familie Consbruch, die das Haus von der Familie Nagel 1701 inklusive der zugehörigen Grundrechte übernahm, stellte den Amtmann von Enger; so war das Haus Hiddenhausen Verwaltungssitz für die Gemeinden Spenge, Enger und Hiddenhausen. Daher wird das Haus auch Amtshaus genannt. Die Consbruchs waren in ihrer Funktion als Amtmann zugleich Notare, Schiedsmänner und Richter. Die Gebäude mit dem Herrenhaus als Mittelpunkt stammen aus dem 17. und 18. Jahrhundert und sind im Barockstil erbaut. In den drei zugehörigen Fachwerkscheunen wurden unter anderem die Abgaben (Zehnten) der Bauern der Umgebung eingelagert. In diesen Wirtschaftsgebäuden ist auch das Holzhandwerksmuseum untergebracht. Zum denkmalgeschützten Gut gehört ein ebenfalls denkmalgeschützter Park.

#### Kirchen
Die evangelisch-lutherische Pfarrkirche St. Gangolf in Hiddenhausen ist eine im Kern romanische Pfarrkirche aus der Frühzeit der Christianisierung in Westfalen um 800. Sie ist eine der ältesten Kirchen Ostwestfalens. Daneben gibt es fünf weitere evangelische Kirchen, die römisch-katholische Kirche St. Bonifatius, zwei Sakralbauten weiterer christlicher Glaubensgemeinschaften und eine Moschee.

#### Hof Niederbäumer

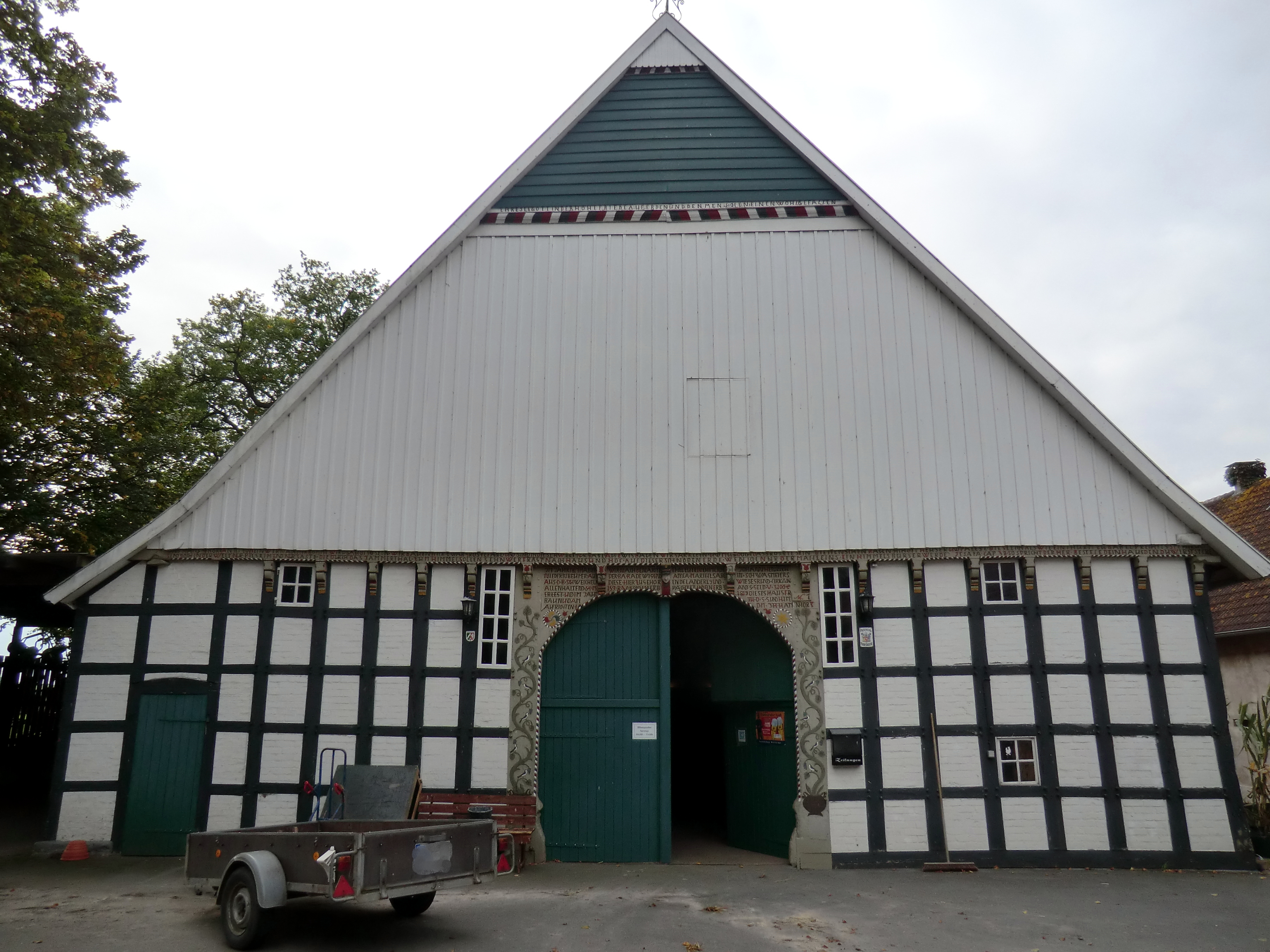
Hof Niederbäumer

Der Hof Niederbäumer in Sundern steht am Standort des einstigen Sommersitzes „Solitüde“ der Äbtissin des Frauenstifts Herford. Dieser war auch Zufluchtsort vor Pest und Reformationswirren. Solitüde wurde 1756 abgerissen, nur der Wirtschaftshof, von dem aus die Güter der Abtei in Sundern bewirtschaftet wurden, blieb erhalten. Als das Frauenstift infolge der Säkularisation aufgelöst wurde, fiel der Besitz an den Staat Preußen. Dieser teilte die Güter der Abtei auf und verkaufte sie. Der Gutshof wurde von der Familie Niederbäumer gekauft. A. H. Niederbäumer riss 1819 die alten Gebäude ab und ersetzte sie durch den heutigen Vierständerfachwerkhof mit seinem reich beschnitzten Deelentorgestell.

#### Posaunenengel
Einige Höfe in Hiddenhausen haben reich ausgestaltete Giebel, Ständer und Deelentore. Die Torständer sind oft mit Ranken, Trauben oder Vögeln verziert. Die Balken über dem Deelentor sind oftmals mit biblischen Sprüchen oder mit Widmungen versehen. Seit 1790 tauchen im Ravensberger Land auch die „Posaunenengel“ an den Deelentoren auf: nackte Engelgestalten mit einer Tuba, Trompete oder einem Horn in der Hand. Daneben sind auch oft Zepter, Krone, Schlüssel und andere Symbole neben den eher zierlich wirkenden Engelfiguren abgebildet. Sie sind ein Hinweis auf die christliche Überzeugung der Erbauer der Gehöfte. Die Hiddenhauser Engeldarstellungen stammen aus der Zeit zwischen 1842 und 1920. Heute sind nur noch zehn dieser „Engeltorbogen“ erhalten und stehen zumeist unter Denkmalschutz.

#### Göpelhaus

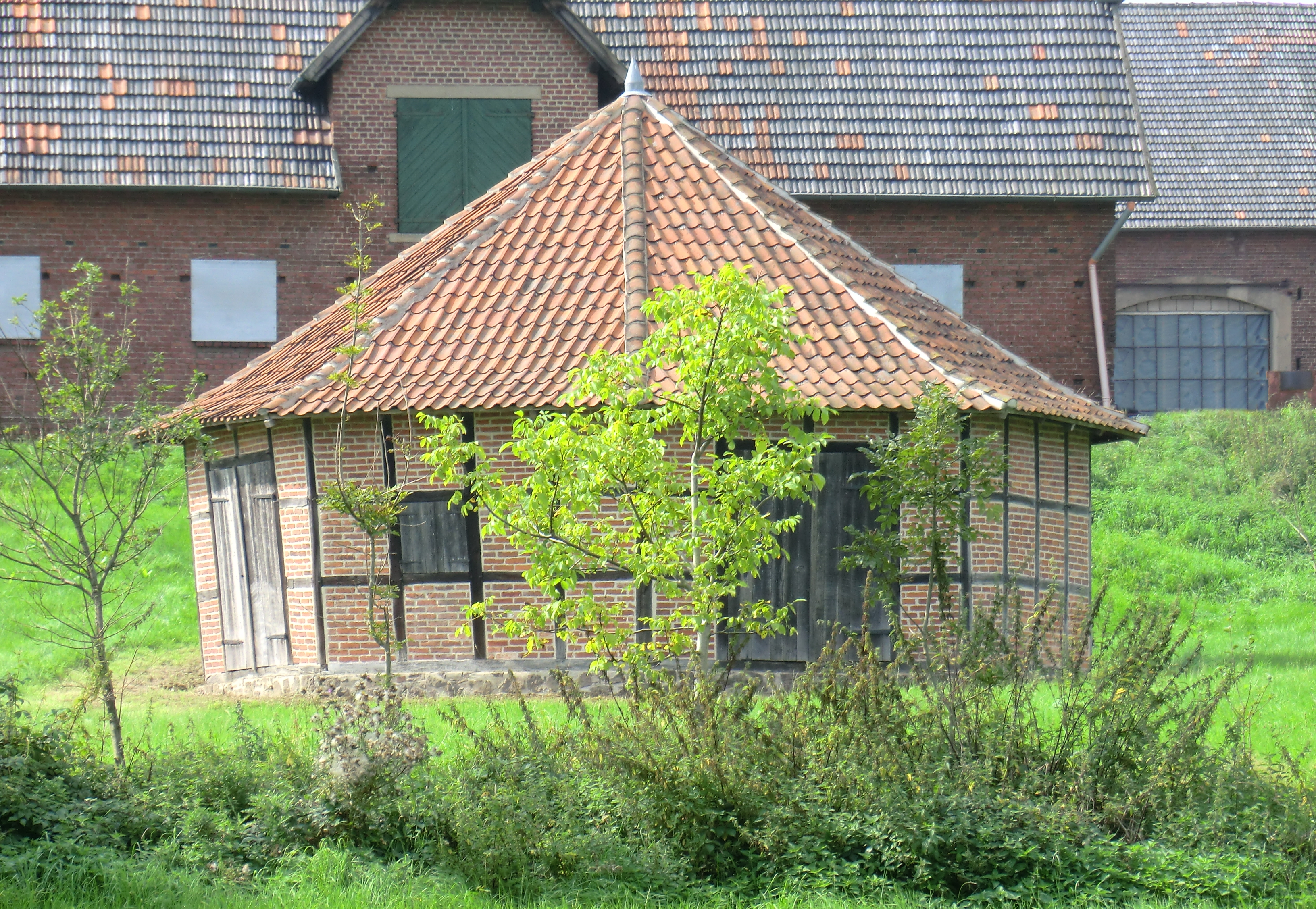
Göpelhaus am Hof Harland

Zum Hof Harland in Lippinghausen gehört ein achteckiges Fachwerkgebäude, in dem sich eine Göpelanlage befand. Bis zum Zweiten Weltkrieg wurde hier durch im Kreis gehende Pferde oder Kühe eine Drehmaschine angetrieben. Diese „Maschine“ diente als Vorläufer des Elektromotors dem Antrieb unterschiedlicher Geräte z. B. einer Windfege oder dem Mahlen von Futterschrot. Mit der einsetzenden Elektrifizierung Ende des 19. Jahrhunderts wurden die Göpelanlagen überflüssig. Das Göpelhaus ist eines von nur zwei im Kreis Herford erhaltenen, und steht unter Denkmalschutz.

#### Uhrenturm Lippinghausen

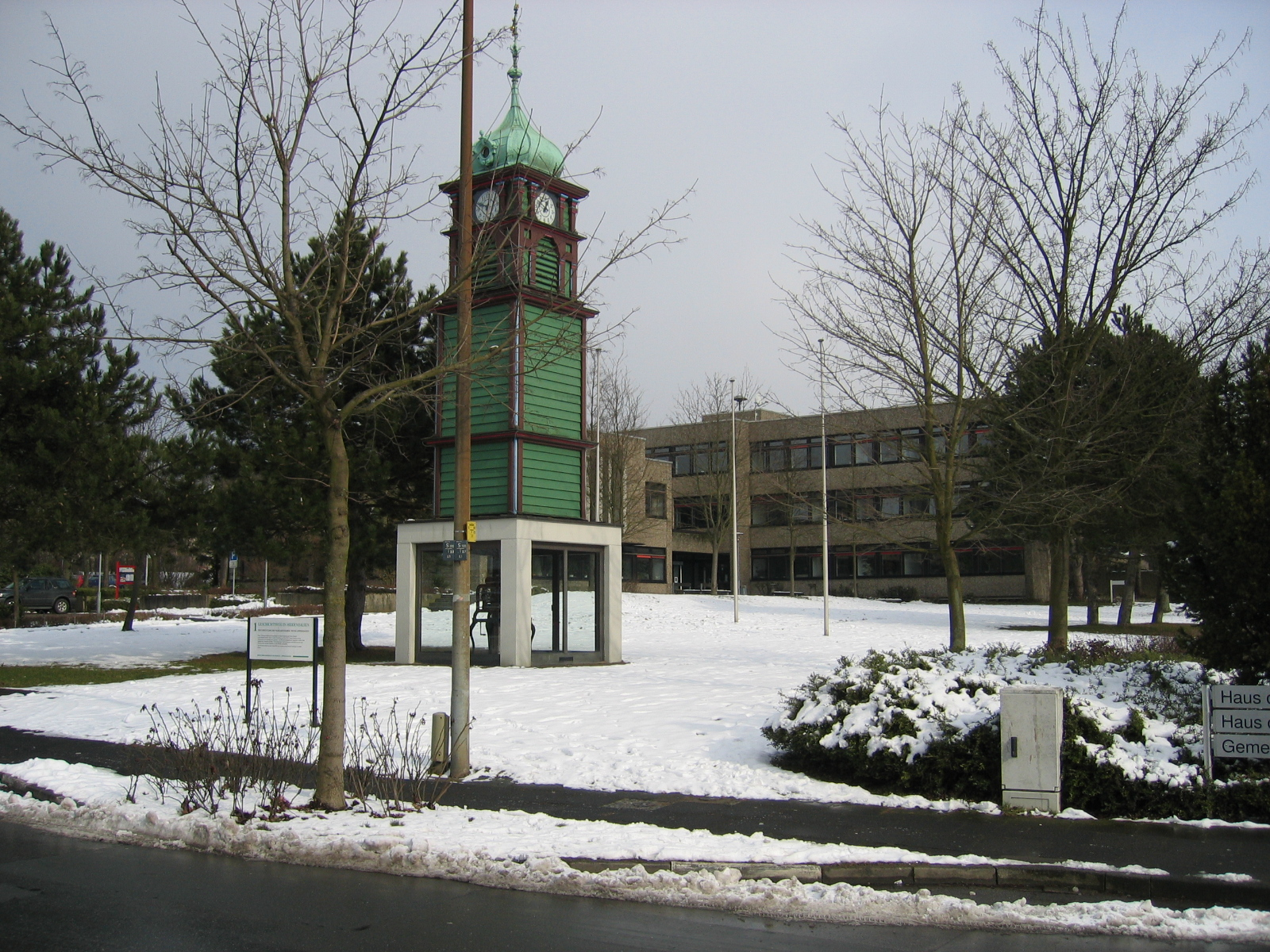
Uhrenturm Lippinghausen

Ehemaliges Wahrzeichen von Lippinghausen war der Uhrenturm – einst Dachreiter des Kontorhauses von 1905 auf der 1984 abgerissenen Margarinefabrik H. Meyer-Lippinghausen. Der Uhrenturm ist als einziges Zeugnis dieser Fabrik geschont und erhalten worden. Die Uhr ist eine Arbeit der Firma Ed. Korfhage & Söhne, einer Manufaktur in Melle, und kann mit seinem interessanten Werk vor dem Rathaus betrachtet werden. Heute stellt er ein Wahrzeichen der Großgemeinde dar.

### Sport
Die größten Sportvereine Hiddenhausens sind der TuS Blau-Weiß Hiddenhausen (Fußball), SV 06 Oetinghausen, TSV Sundern (Tennis), TC Hiddenhausen 1973 (Tennis), SuS Schweicheln (u. a. Volleyball), Spvg Hiddenhausen (Fußball) und SG Schweicheln 1919 (Fußball, Turnen, Karate). Für den Jugendfußball gibt es außerdem die Jugend-Spielgemeinschaft JSG Hiddenhausen-Oetinghasen.
Im Ortsteil Hiddenhausen befindet sich das Waldfreibad. Es war von den 1980er Jahren bis zur Renovierung Mitte der 1990er eintrittsfrei.

### Parks

#### Park Gut Hiddenhausen
Zum Gut Hiddenhausen gehört ein 2,5 Hektar großer Gutspark. Neben dem Gutshaus und den Wirtschaftsgebäuden wurde die Orangerie restauriert, sowie der dazugehörige Garten nach barockem Vorbild wieder angelegt. Der Park ist eine auf das 18. Jahrhundert zurückgehende, ursprünglich nur barocke Gartenanlage südlich der Orangerie. Der weitaus größte Teil ist heute jedoch ein Landschaftspark mit vielen Bäumen und einem integrierten Familienfriedhof.

#### Park Gut Bustedt
Zum Biologiezentrum auf Gut Bustedt gehört ein rund 3,5 Hektar großer Park im Tal des Brandbaches. Die Gartenanlage enthält Gartenreste aus dem 19. Jahrhundert, ist aber überwiegend eine moderne Schau- und Mustergartenanlage, die zur Schulung dient. Der ursprüngliche Teil wurde auf den teilverfüllten Hausgräften als Nutzgärten angelegt und um 1820 mit Pyramidenbäumen, Blumenbeeten und Gartenlauben verziert. Zur modernen Schauanlage gehört ein Feuchtwiesenareal und ein Bauerngarten.

#### Park „Meyer-Lippinghausen“

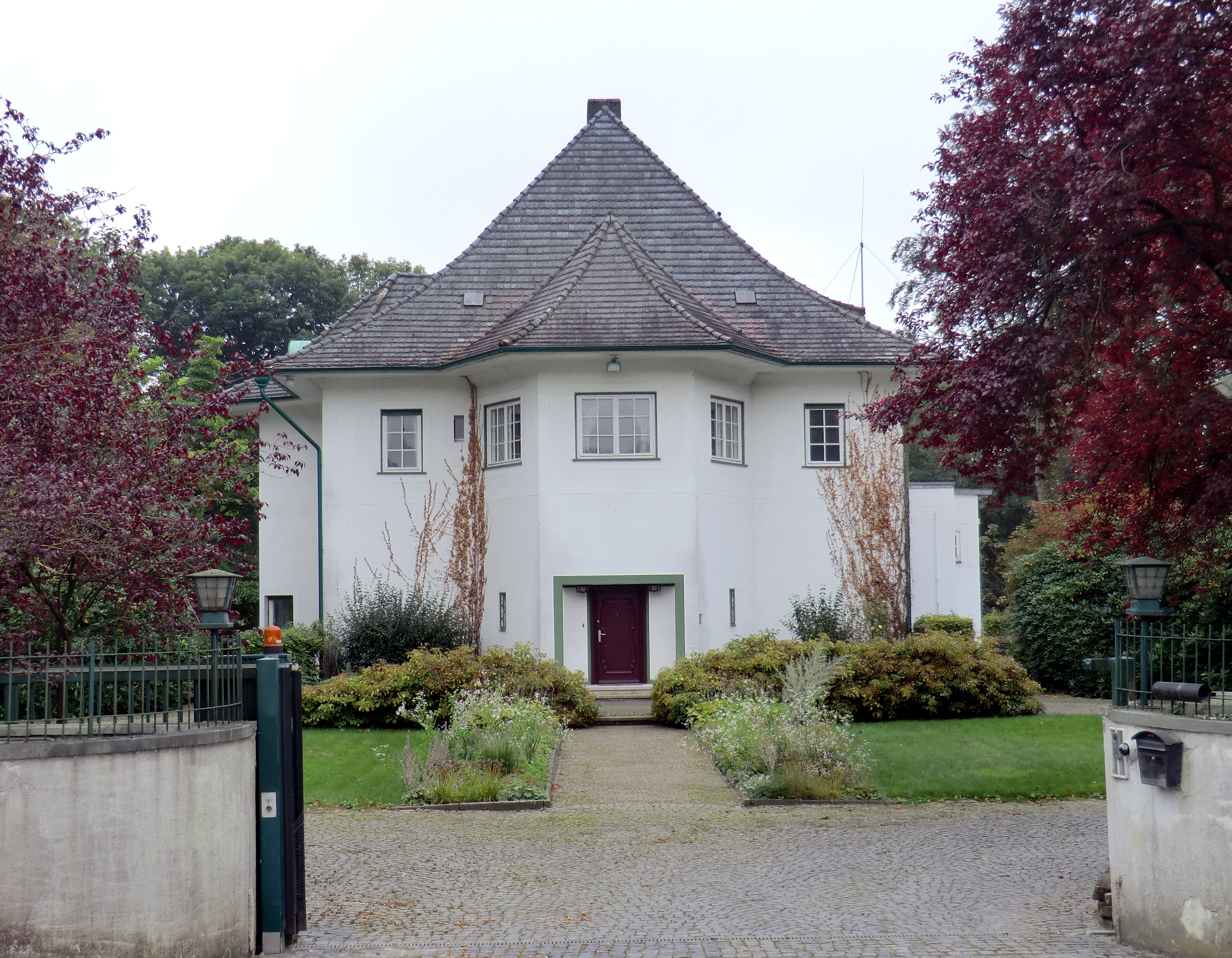
Industriellen-Villa

In Lippinghausen an der Milchstraße wurde 1926 eine Villa für den Fabrikanten Heinrich Meyer-Lippinghausen errichtet (Von 1958 bis 2015 als „Taurus House“ Sitz des britischen Kommandeurs der 1st (UK) Armoured Division). Auf einem ca. 2 Hektar großen Gelände wurde eine großzügige Parkanlage (damals bereits im „englischen Stil“) geschaffen. 2016 wurde das Anwesen von der Bundesrepublik an den Meistbietenden verkauft. Die Nachfahren der Familie Meyer Lippinghausen konnten es erwerben und renovieren. Das Baudenkmal wurde in den ursprünglichen Zustand rückgebaut.

## Naturschutzgebiete
Auf dem Gemeindegebiet von Hiddenhausen befinden sich insgesamt drei Naturschutzgebiete, nämlich die Bustedter Wiesen, das Füllenbruch und das Bustedter Holz. An letzterem hat Hiddenhausen nur einen kleinen Gebietsanteil. Insgesamt stehen etwa 175,9 ha, beziehungsweise 7,37 % der Gemeindefläche unter Naturschutz. Dies ist der relativ höchste Wert im Kreis Herford.

## Wirtschaft und Infrastruktur

### Verkehr

#### Schienen- und Busverkehr

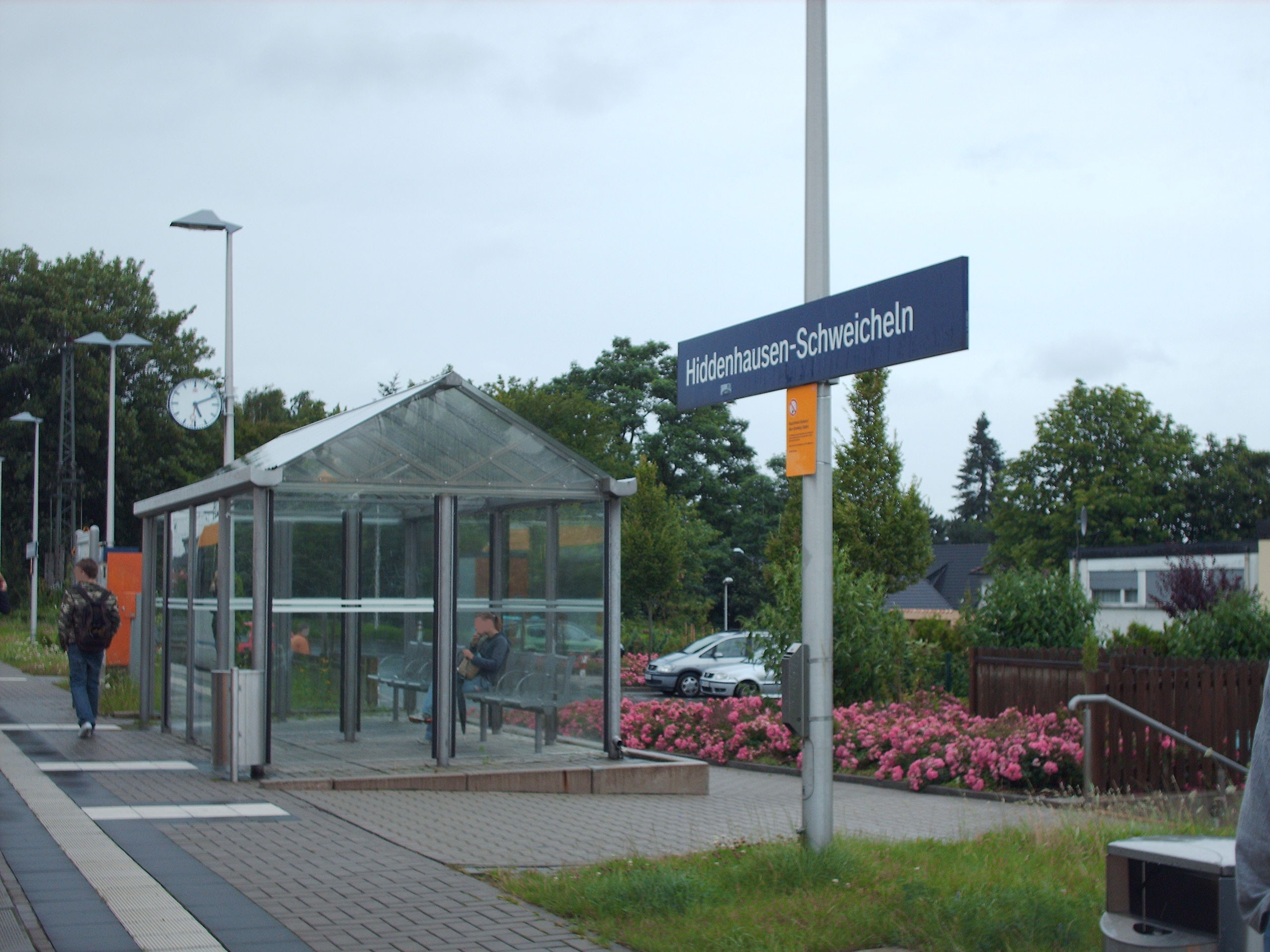
Der Haltepunkt Hiddenhausen-Schweicheln

Der Haltepunkt Hiddenhausen-Schweicheln im Gemeindeteil Schweicheln-Bermbeck liegt an der Bahnstrecke Herford–Kirchlengern, die die Bahnstrecken Löhne–Rheine und Hamm–Minden verbindet. Im Schienenpersonennahverkehr verkehren jeweils im Stundentakt die Regionalbahnen RB 61 Wiehengebirgs-Bahn Hengelo-Bad Bentheim–Rheine–Osnabrück–Bünde–Herford–Bielefeld und RB 71 Ravensberger Bahn Rahden–Bünde–Herford–Bielefeld.
Mit Regionalbussen sind die Städte Herford, Löhne, Bünde und Enger im Stunden- oder Halbstundentakt erreichbar. Hiddenhausen gehört dem Tarifverbund Westfalentarif an.

#### Straßenverkehr
Hiddenhausen ist im Norden über die Landesstraße 545, die zwischen Bünde und Herford den Anschluss an die Bundesautobahn 30 herstellt, an das Fernstraßennetz angebunden.
Am Ostrand der Gemeinde im Gemeindeteil Schweicheln verläuft die Bundesstraße 239.

#### Fahrradverkehr
Durch Hiddenhausen führt unter anderem die BahnRadRoute Weser-Lippe (350 km von Bremen nach Paderborn).

### Öffentliche Sicherheit

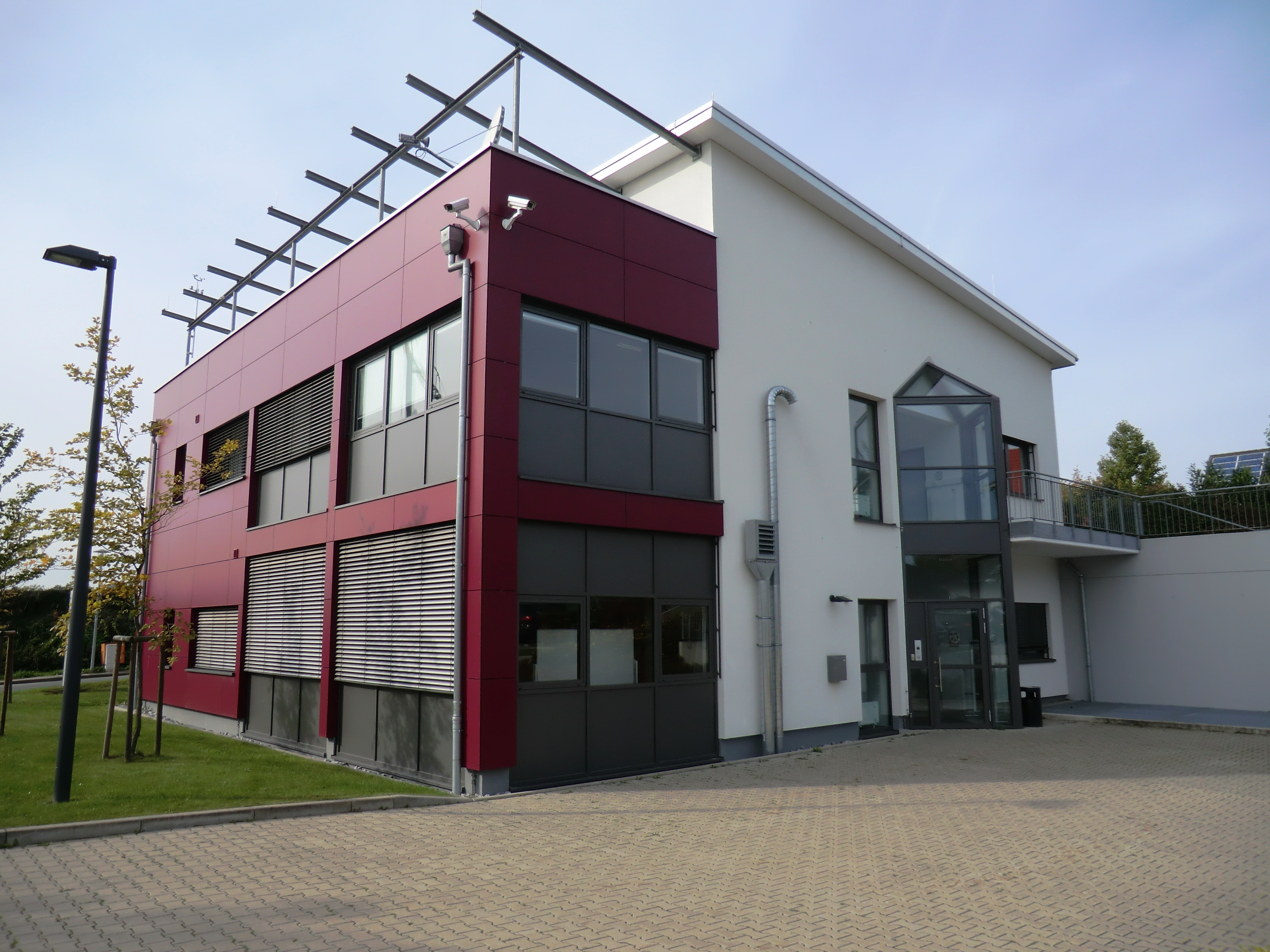
Kreisfeuerwehrzentrale

In Hiddenhausen gibt es zwei Feuerwehrstandorte: in Eilshausen und in Schweicheln-Bermbeck.

Ebenfalls in Eilshausen ist die Feuerwehrzentrale des Kreises Herford erbaut worden, da dort der geographische Mittelpunkt des Kreises liegt.

Im Rathaus in Lippinghausen befindet sich eine Bezirksdienststelle der Polizei.

### Medien
Als Tageszeitungen erscheinen jeweils mit einem Lokalteil für Hiddenhausen die Neue Westfälische und das Westfalen-Blatt. Das Lokalradio Radio Herford ist im Gemeindegebiet auf 94,9 MHz zu empfangen.

### Gemeindebücherei Hiddenhausen
Die im November 1991 eröffnete Gemeindebücherei befindet sich im „Haus des Bürgers“ im Gemeindeteil  Lippinghausen. Im Jahr 2015 zählte die Einrichtung rund 27.000 Medien. Die Medien wurden 89.033-mal ausgeliehen und es gab 1835 Nutzer.

### Bildung
Die größte Schule ist die Olof-Palme-Gesamtschule mit über 1000 Schülern. Jeder der sechs Gemeindeteile verfügt über eine Grundschule, wobei diese zum Teil als Verbundschulen organisiert sind. Seit dem Schuljahr 2010/11 gliedert sich die Grundschule Regenbogen in den Hauptstandort Schweicheln-Bermbeck und den Teilstandort Lippinghausen. 2011/12 folgte die Paul-Maar-Grundschule mit Hauptstandort Eilshausen und Teilstandorten Hiddenhausen und Oetinghausen. Ferner existiert die Grundschule Sundern als Evangelische Bekenntnisschule.
Weitere Schulen sind die Eickhofschule, eine Schule für Erziehungshilfe mit Sekundarstufe I, das Johannes-Falk-Haus, Förderschule mit dem Schwerpunkt Geistige Entwicklung in Trägerschaft des Kirchenkreises Herford (Ganztagsschule), die „Arche“, Förderschule mit dem Förderschwerpunkt emotionale und soziale Entwicklung, und die Wittekindsschule, Förderschule des Kreises Herford mit Förderschwerpunkt Sprache.

### Ansässige Unternehmen

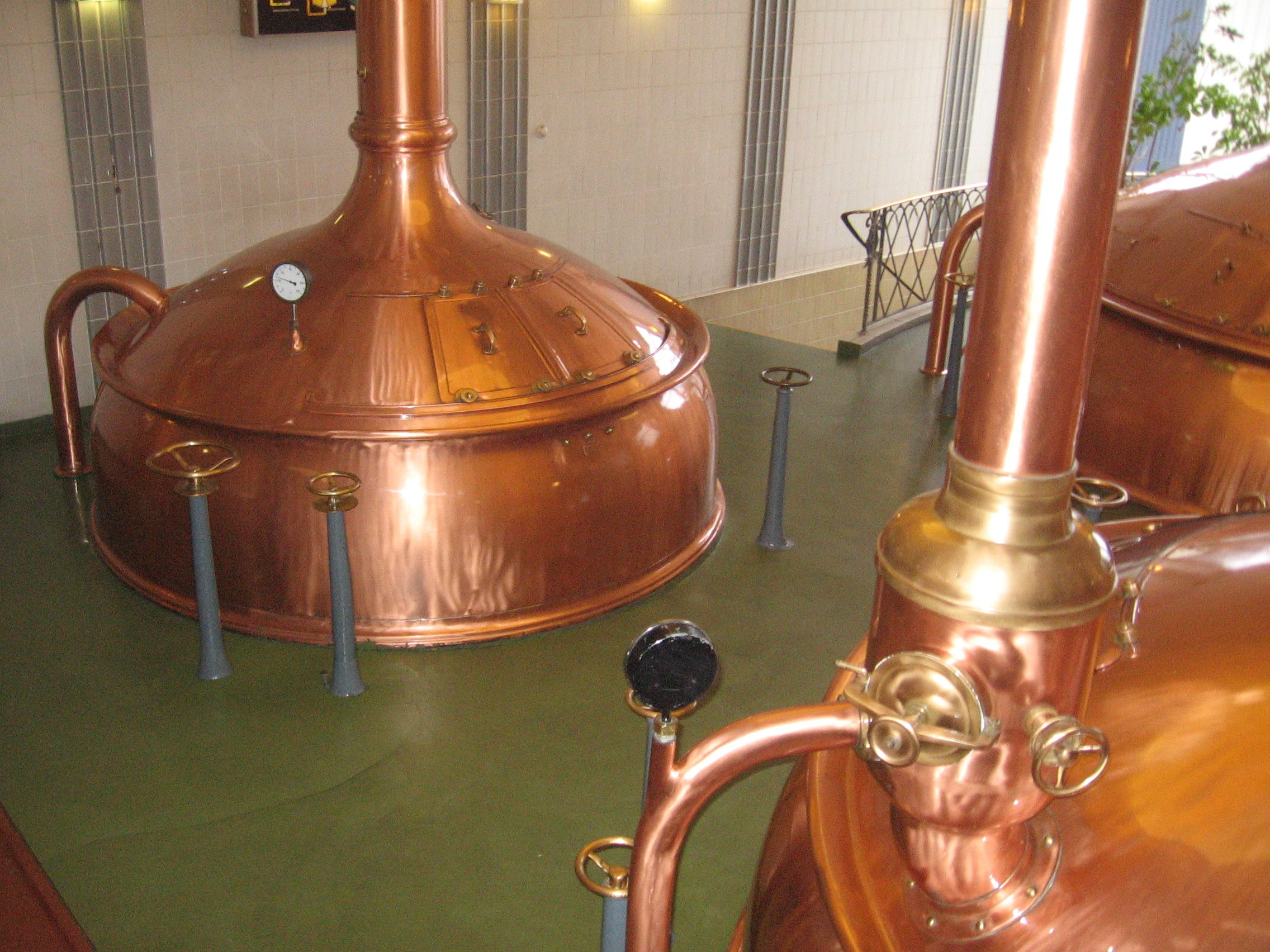
Alter Sudkessel der Herforder Brauerei

Im 19. Jahrhundert begann die Industrialisierung in den verschiedenen Gemeindeteilen. Nach Gründung der Brauerei Felsenkeller auf der Ortsgrenze zwischen Sundern und Schweicheln und der Margarinefabrik in Lippinghausen spielte und spielt bis heute die mit mehreren Betrieben vertretene Möbelindustrie (darunter die Holzbearbeitungsfirma Heckewerth mit 220 Mitarbeitern) eine wichtige Rolle in der heutigen Gemeinde. Größter Arbeitgeber ist die Brauerei mit 360 Mitarbeitern. Ihre Hauptmarke ist Herforder Pils. Weitere große Arbeitgeber sind die Lackfabriken Peter-Lacke (220 Mitarbeiter) in Schweicheln-Bermbeck und 3H-Lacke (200 Mitarbeiter) in Oetinghausen. In Hiddenhausen hat auch die kreisweit tätige Entsorgungsfirma Berg Abfallbeseitigung ihren Hauptsitz. Die Teutonia Kinderwagenfabrik war ebenfalls in Hiddenhausen ansässig, bis deren Produktion nach Polen verlegt wurde. Am 21. November 2017 meldete Teutonia Insolvenz an. Durch Beschluss des Amtsgerichts Nürnberg vom 1. Februar 2018 (Az. IN 1341/17) wurde das Unternehmen aufgelöst.

## Persönlichkeiten

### Söhne und Töchter der Gemeinde
- Viktoria Freifrau von dem Bussche (* 1953), Sachbuchautorin und Gärtnerin
- Eduard Büchsel (1917–1980), Organist, Kantor und Kirchenmusikdirektor
- Günter Meyer zur Heide (* 1936), in Lippinghausen geborener Politiker und Landtagsabgeordneter von Nordrhein-Westfalen, lebt in Hiddenhausen
- Louisa Lippmann (* 1994), Volleyball-Nationalspielerin
- Hermann Meyer-Lippinghausen (1841–1926), Gründer der Margarinefabrik
- Thomas Scheffer (* 1967), deutscher Soziologe